# Max Baldry
Maxim Alexander "Max" Baldry, född 5 januari 1996 i London, är en brittisk skådespelare som medverkade som Stepan Dachevsky i filmen Mr. Beans semester. Han växte upp i Warszawa och Moskva och talar ryska flytande. Familjen, som på grund av faderns arbete bodde i Ryssland och Polen, flyttade tillbaka till Storbritannien 2003.